# امسر (الحد)

تعديل مصدري - تعديل

امسر هي إحدى قرى عزلة الحد بمديرية الحد التابعة لمحافظة لحج، بلغ تعداد سكانها 340 نسمة حسب تعداد اليمن لعام 2004.